# Sao Tomé-et-Principe aux Jeux olympiques d'été de 2024
Le Sao Tomé-et-Principe participe aux Jeux olympiques de 2024 à Paris. Il s'agit de sa 8e participation à des Jeux olympiques d'été.
La délégation compte dix membres dont trois athlètes. Le premier ministre Patrice Trovoada et le ministre de la Jeunesse et du Sports Euredice Medeiros sont présents à la Cérémonie d'ouverture.
Le judoka Roldeney De Oliveira et l'athlète Gorete Semedo sont les porte-drapeaux de la délégation.

## Nombre d’athlètes qualifiés par sport
Voici la liste des qualifiés et sélectionnés par sport (remplaçants compris) :
| Sport       | Hommes | Femmes | Total |
| ----------- | ------ | ------ | ----- |
| Athlétisme  | 0      | 1      | 1     |
| Canoë-kayak | 0      | 1      | 1     |
| Judo        | 1      | 0      | 1     |
| Total       | 1      | 2      | 3     |

## Résultats

### Athlétisme
Le pays a reçu un quota au nom de l'universalité.
| Athlètes      | Épreuve      | Tour préliminaire | Tour préliminaire | Premier tour | Premier tour | Demi-finales | Demi-finales | Finale   | Finale   |
| Athlètes      | Épreuve      | Temps             | Rang              | Temps        | Rang         | Temps        | Rang         | Temps    | Rang     |
| ------------- | ------------ | ----------------- | ----------------- | ------------ | ------------ | ------------ | ------------ | -------- | -------- |
| Gorete Semedo | 100m féminin | 11 s 44           | 1re               | 11 s 43      | 6e           | Éliminée     | Éliminée     | Éliminée | Éliminée |

### Canoë-kayak
Une embarcation a pu être qualifié grâce à l'attribution d'une place d'universalité.
| Athlète           | Compétition      | Séries  | Séries | Quarts de finale | Quarts de finale | Demi-finales | Demi-finales | Finales A, B, C | Finales A, B, C |
| Athlète           | Compétition      | Temps   | Rang   | Temps            | Rang             | Temps        | Rang         | Temps           | Rang            |
| ----------------- | ---------------- | ------- | ------ | ---------------- | ---------------- | ------------ | ------------ | --------------- | --------------- |
| Hermínia Teixeira | C1 200 m féminin | 59 s 44 | 6e     | 1 min 0 s 28     | 8e               | Éliminée     | Éliminée     | Éliminée        | Éliminée        |

### Judo
Roldeney Fernandes s'est qualifié pour les Jeux grâce à l'attribution de places d'universalité, marquant ainsi les débuts de la nation dans ce sport.
| Athlète            | Compétition    | 1er tour                | 2e tour             | Quart de finale     | Demi-finale         | Repêchage           | Finale / CB         | Rang    |
| Athlète            | Compétition    | Adversaire Résultat     | Adversaire Résultat | Adversaire Résultat | Adversaire Résultat | Adversaire Résultat | Adversaire Résultat | Rang    |
| ------------------ | -------------- | ----------------------- | ------------------- | ------------------- | ------------------- | ------------------- | ------------------- | ------- |
| Roldeney Fernandes | Moins de 73 kg | Wandtke Défaite 10 - 00 | Éliminé             | Éliminé             | Éliminé             | Éliminé             | Éliminé             | Éliminé |